# Полиса осигурања
Полиса осигурања је уговор (углавном уговор стандардне форме) између осигуравача и уговарача полисе, који одређује штете које је осигуравач законски обавезан да плати. У замену за почетну уплату, познату као премија, осигуравач обећава да ће платити губитак изазван ризиком обухваћеним језиком полисе.
Уговори о осигурању су дизајнирани да задовоље специфичне потребе и стога имају многе карактеристике које се не налазе у многим другим врстама уговора. Пошто су полисе осигурања стандардне форме, оне садрже шаблонски језик који је сличан у великом броју различитих врста полиса осигурања.
Полиса осигурања је генерално интегрисани уговор, што значи да укључује све облике у вези са споразумом између осигураника и осигуравача. У неким случајевима, међутим, додатна писма као што су писма послата након коначног договора могу учинити полису осигурања неинтегрисаним уговором. Један уџбеник осигурања каже да генерално „судови узимају у обзир све претходне преговоре или споразуме... сваки уговорни услов у полиси у тренутку испоруке, као и оне који су накнадно написани као носиоци полисе и одобрења... са оба сагласност странака, део су писане политике“. У уџбенику се такође наводи да се политика мора односити на све радове који су део политике. Усмени споразуми подлежу правилу доказивања условног отпуста и не могу се сматрати делом политике ако се чини да је уговор цео. Рекламни материјали и циркулари обично нису део политике. Могу се десити усмени уговори до издавања писмене полисе.

## Опште карактеристике
Уговор или уговор о осигурању је уговор којим се осигуравач обавезује да ће исплатити давања осигуранику или у њихово име трећем лицу ако дође до одређених дефинисаних догађаја. У складу са „принципом случајности“, догађај мора бити неизвестан. Неизвесност може бити или када ће се догађај десити (нпр. у полиси животног осигурања, време смрти осигураника је неизвесно) или да ли ће се уопште десити (нпр. у полиси осигурања од пожара, да ли је пожара ће уопште доћи).
1. Уговори о осигурању се генерално сматрају уговорима о адхезији јер осигуравач саставља уговор и осигураник има малу или никакву могућност да изврши материјалне промене у њему. Ово се тумачи тако да осигуравач сноси терет ако постоји било каква нејасноћа у било ком условима уговора. Полисе осигурања се продају а да уговарач осигурања чак ни не види копију уговора.[2]  Године 1970. Роберт Кеетон је сугерисао да многи судови заправо примењују 'разумна очекивања' уместо да тумаче двосмислености, што је он назвао 'доктрином разумних очекивања'. Ова доктрина је била контроверзна, при чему су је неки судови усвојили, а други су је експлицитно одбацили.[5] У неколико јурисдикција, укључујући Калифорнију, Вајоминг и Пенсилванију, осигураник је обавезан јасним и упадљивим условима у уговору чак и ако докази сугеришу да их осигураник није прочитао или разумео.[6][7]
2. Уговори о осигурању су алеаторни по томе што су износи које размењују осигураник и осигуравач неједнаки и зависе од неизвесних будућих догађаја.[8][9]Насупрот томе, обични уговори који нису у осигурању су комутативни по томе што размењени износи (или вредности) обично имају за циљ да стране буду приближно једнаке.[10][9] Ова разлика је посебно важна у контексту егзотичних производа као што је осигурање од ограниченог ризика које садржи одредбе о „замени”.
3. Уговори о осигурању су једнострани, што значи да само осигуравач даје правоснажна обећања у уговору. Осигураник није дужан да плаћа премије, али осигуравач је дужан да исплати накнаде по уговору ако је осигураник уплатио премије и испунио неке друге основне одредбе.[11]
4. Уговори о осигурању се руководе принципом крајње добре вере (уберрима фидес), који захтева да обе стране у уговору о осигурању поступају у доброј вери и посебно, даје осигуранику обавезу да открије све материјалне чињенице које се односе на ризик од бити покривени.[12] Ово је у супротности са правном доктрином која покрива већину других врста уговора, цавеат емптор (нека се купац чува). У Сједињеним Државама, осигураник може тужити осигуравача због деликта због поступања у лошој намери.[13]

## Структура
Уговори о осигурању су се традиционално писали на основу сваке појединачне врсте ризика (где су ризици били крајње уско дефинисани), а за сваку се обрачунавала и наплаћивала посебна премија. Покривени су само они појединачни ризици који су изричито описани или „планирани“ у полиси; стога се те политике сада описују као "појединачне" или "распоредне" политике. Овај систем покривености „именованим опасностима“ или „специфичним опасностима“ показао се неодрживим у контексту Друге индустријске револуције, јер је типичан велики конгломератможе имати десетине врста ризика за осигурање. На пример, 1926. године, портпарол индустрије осигурања је приметио да би пекара морала да купи посебну полису за сваки од следећих ризика: производне операције, лифтови, возачи, одговорност за производе, уговорна одговорност (за шину која повезује пекару са оближња железничка пруга), одговорност за простор (за малопродају) и заштитну одговорност власника (за немар извођача ангажованих да изврше било какве модификације зграде).
Године 1941. индустрија осигурања је почела да се пребацује на садашњи систем где су покривени ризици иницијално широко дефинисани у споразуму о осигурању „свих ризика“ или „свих сума“ на општем облику полисе (нпр. „Ми ћемо исплати све суме које осигураник постаје законски обавезан да плати као одштету...“), а затим сужен накнадним клаузулама о искључењу (нпр. „Ово осигурање се не односи на...“). Ако осигураник жели покриће за ризик који се преузима искључењем на стандардном обрасцу, осигураник понекад може платити додатну премију за потврду полисе која поништава искључење.
Осигуравачи су критиковани у неким круговима због развоја сложених полиса са слојевима интеракције између клаузула о покрићу, услова, искључења и изузетака од искључења. У случају тумачења једног претка модерне клаузуле о „опасности операција довршених производа“, Врховни суд Калифорније се жалио:
Овај случај представља још једну илустрацију опасности садашњег сложеног структурирања полиса осигурања. Нажалост, индустрија осигурања постала је зависна од праксе уграђивања у полисе једног услова или изузетка у облику лингвистичке вавилонске куле. Придружујемо се осталим судовима у осуди тренда који осигуранике доводи у стање неизвесности и оптерећује правосуђе задатком његовог решавања. Понављамо нашу молбу за јасноћу и једноставност у политикама које испуњавају тако важну јавну услугу.

## Дијелови полисе осигурања
1. Изјаве – идентификује ко је осигураник, адресу осигураника, осигуравајућу компанију, који ризици или имовина су покривени, лимите полисе (износ осигурања), све примењиве одбитне вредности, број полисе, период полисе и износ премије.[23][24][25] Они се обично дају на обрасцу који попуњава осигуравач на основу пријаве осигураника и прилаже се на врху или се убацује у првих неколико страница полисе.
2. Дефиниције – дефинише важне термине који се користе у остатку политике.[26]
3. Уговор о осигурању – описује покривене опасности, или преузете ризике, или природу покрића. Ово је место где осигуравајуће друштво даје једно или више изричитих обећања да ће обештетити осигураника.[27][28]
4. Изузеци – Одузима покриће из уговора о осигурању тако што описује имовину, опасности, опасности или губитке који проистичу из специфичних узрока који нису покривени полисом.[26]
5. Услови – Ово су посебне одредбе, правила понашања, дужности и обавезе које осигураник мора да поштује да би покриће почело или мора да остане у складу да би покриће остало на снази. Ако услови полисе нису испуњени, осигуравач може одбити захтев.[26][29]
6. Образац полисе – дефиниције, споразум о осигурању, изузећа и услови се обично комбинују у један интегрисани документ који се зове образац полисе.[25] Неки осигуравачи то називају формом покрића[25] или делом покрића. Када је више образаца покрића упаковано у једну полису, декларације ће навести исто толико, а онда могу постојати додатне декларације специфичне за сваки образац покрића. Традиционално, обрасци политике су били тако строго стандардизовани да немају празних места за попуњавање. Уместо тога, они се увек изричито позивају на услове или износе наведене у декларацијама. Ако полису треба прилагодити изван онога што је могуће са декларацијама, онда осигуравач прилаже препоруке или возаче.
7. Потврде – Додатни обрасци приложени политици који је модификују на неки начин, било безусловно или под условом да постоји неки услов.[30][31] Потврде могу отежати читање политика за неправнике; они могу да ревидирају, прошире или обришу клаузуле које се налазе много страница раније у једном или више облика покривености, или чак да измене једна другу. Пошто је веома ризично дозволити осигуравачима који нису адвокати да директно преписују формуларе полисе са програмима за обраду текста, осигуравачи обично упућују осигураваче да их модификују тако што прилажу потврде које је адвокат унапред одобрио за различите уобичајене модификације.
8. Возачи – Јахач се користи за преношење услова измене политике и тиме измена постаје део политике. Возачи су датирани и нумерисани тако да и осигуравач и осигураник могу одредити резервисања и ниво бенефиција. Уобичајени корисници групних медицинских планова укључују промену имена, промену квалификованих класа запослених, промену нивоа бенефиција или додавање аранжмана за управљану негу као што је Организација за одржавање здравља или Организација приоритетних пружалаца услуга (ППО).[32]
9. Јакне - Термин има неколико различитих и збуњујућих значења. Уопштено говорећи, то се односи на неки скуп стандардних стандардних одредби које прате све политике у тренутку испоруке. Неки осигуравачи пакет стандардних докумената који се деле у читавој породици полиса називају „јакном“. Неки осигуравачи то проширују тако да укључују обрасце полисе, тако да су једини делови полисе који нису део јакне декларације, потврде и возачи. Други осигуравачи користе термин „јакна“ на начин ближи његовом уобичајеном значењу: повез, коверат или фасцикла за презентацијуса џеповима у којима се полиса може испоручити, или насловним листом на који су обрасци полисе захефтани или који се заклапа на врху полисе. Стандардне одредбе за шаблон се затим штампају на самој јакни.

## Индустријски стандардни обрасци
У Сједињеним Државама, осигуравачи имовине и несрећа обично користе сличан или чак идентичан језик у својим стандардним полисама осигурања, које састављају саветодавне организације као што су Канцеларија за услуге осигурања и Америчко удружење услуга осигурањa. Ово смањује регулаторни терет за осигураваче јер форме полисе морају одобрити државе; такође омогућава потрошачима да лакше упоређују политике, иако на штету избора потрошача. Поред тога, како судови прегледају форме полисе, тумачења постају све предвидљивија јер судови елаборирају тумачење истих клаузула у истим облицима полисе, уместо различитих полиса различитих осигуравача.
Последњих година, међутим, осигуравачи су све више модификовали стандардне формуларе на специфичне начине компаније или су одбијали да усвоје измене стандардних образаца. На пример, преглед полиса осигурања куће открио је значајне разлике у различитим одредбама. У неким областима као што су осигурање од одговорности директора и службеника и осигурање личних кишобрана постоји мало стандардизације у целој индустрији.
Рукописне полисе
За огромну већину полиса осигурања, једина страница која је у великој мери прилагођена потребама осигураника је страница са декларацијама. Све остале странице су стандардни обрасци који се по потреби позивају на термине дефинисане у декларацијама. Међутим, одређене врсте осигурања, као што је осигурање медија, написане су као рукописне полисе, које су или израђене по наруџби од нуле или написане из мешавине стандардних и нестандардних образаца. По аналогији, потврде полисе које нису написане на стандардним обрасцима или чији је језик прилагођен посебним околностима осигураника познате су као препоруке рукописа.